# José Antonio González Padilla
José Antonio González Padilla (Màlaga, 14 de setembre de 1969) és un futbolista andalús, que ocupa la posició de defensa.

## Trajectòria
Padilla es va formar en el club de la seua ciutat natal, el CD Málaga, on arriba el 1991 després de passar tres anys en el filial, l'Atlético Malagueño. Però, el club malacità es trobava en una crisi econòmica i es va haver de refundar a la Tercera Divisió. Padilla, el 1992, canvia Màlaga per Sevilla, tot incorporant-se al filial del Sevilla FC, el Sevilla Atlético.
En la 93/94 forma part del primer equip sevillà, però no hi disputa cap encontre, per la qual cosa, marxa el 1994 al CF Extremadura d'Almendralejo. Amb els blaugrana aconsegueix l'ascens a la primera divisió el 1996.
La temporada 96/97 suposa el debut de l'Extremadura a la màxima categoria, i Padilla serà titular amb 34 partits. El conjunt d'Almendralejo baixaria eixa campanya, per pujar-hi immediatament de nou.
El 1998 fitxa per l'Albacete Balompié, on romandria fins al 2003, any de l'ascens dels manxecs a Primera. A l'Albacete, Padilla va ser titular en la defensa. La 2003/2004, amb el Terrassa FC, seria la seua darrera campanya en la categoria d'argent.
Des del 2004, ha estat militant en equips de la Tercera Divisió castellanomanxega, primer al CD Quintanar (04/05), posteriorment al La Roda CF (05/07) i de nou el Quintanar.